# 디플로카울루스
디플로카울루스(학명:Diplocaulus)는 페름기에 번성한 공추아강에 속하는 파충형류의 한 속이다. 몸의 생김은 도롱뇽과 유사하지만, 생물학적인 거리는 멀며, 크기는 상대적으로 커서 3미터까지 자랐다.
디플로카울루스는 두개골 좌우에 달린 부메랑을 닮은 긴 돌출부로도 유명하다. 약한 다리와 상대적으로 짧은 꼬리로 보았을 때, 디플로카울루스는 몸을 위아래로 움직이면서 헤엄쳤을 것으로 추측되며, 이때 좌우로 넓은 머리가 마치 현생 고래의 꼬리지느러미 같이 물 속을 미끄러지듯 움직이는 데에 도움이 되었을 것이다. 또한 이 머리 모양은 에리옵스 같은 포식자들로부터 몸을 지키기 위한 용도로도 쓰였을 듯 한데, 이렇게 넓은 머리를 삼키기는 상당히 힘들기 때문이다. 디플로카울루스의 가까운 친척으로는 디플로케라스피스가 있다.

## 사진첩

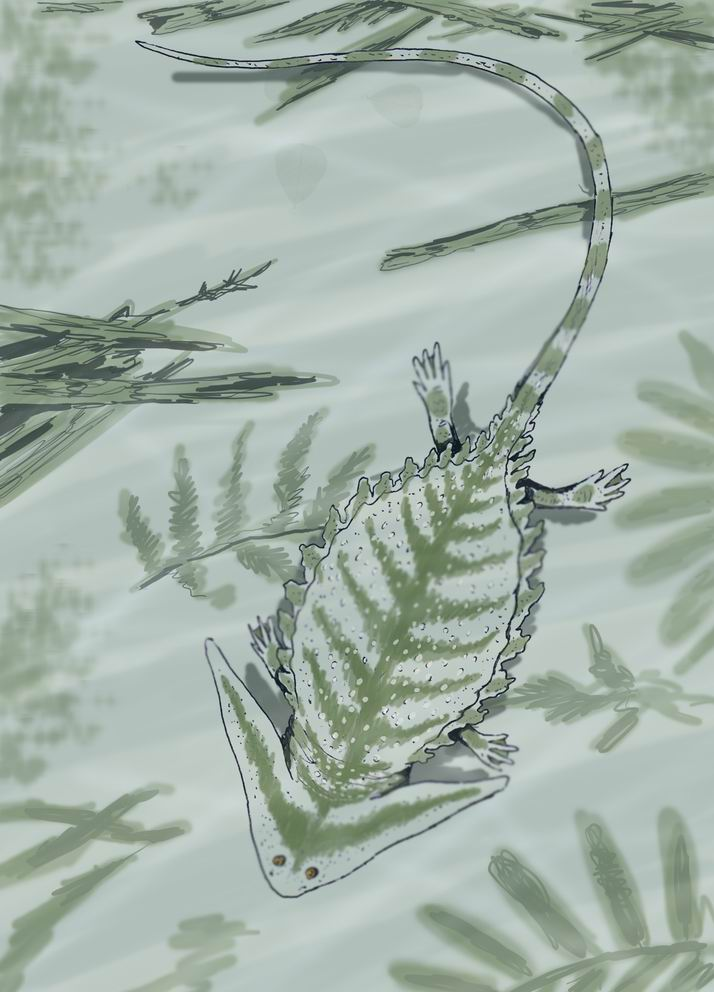
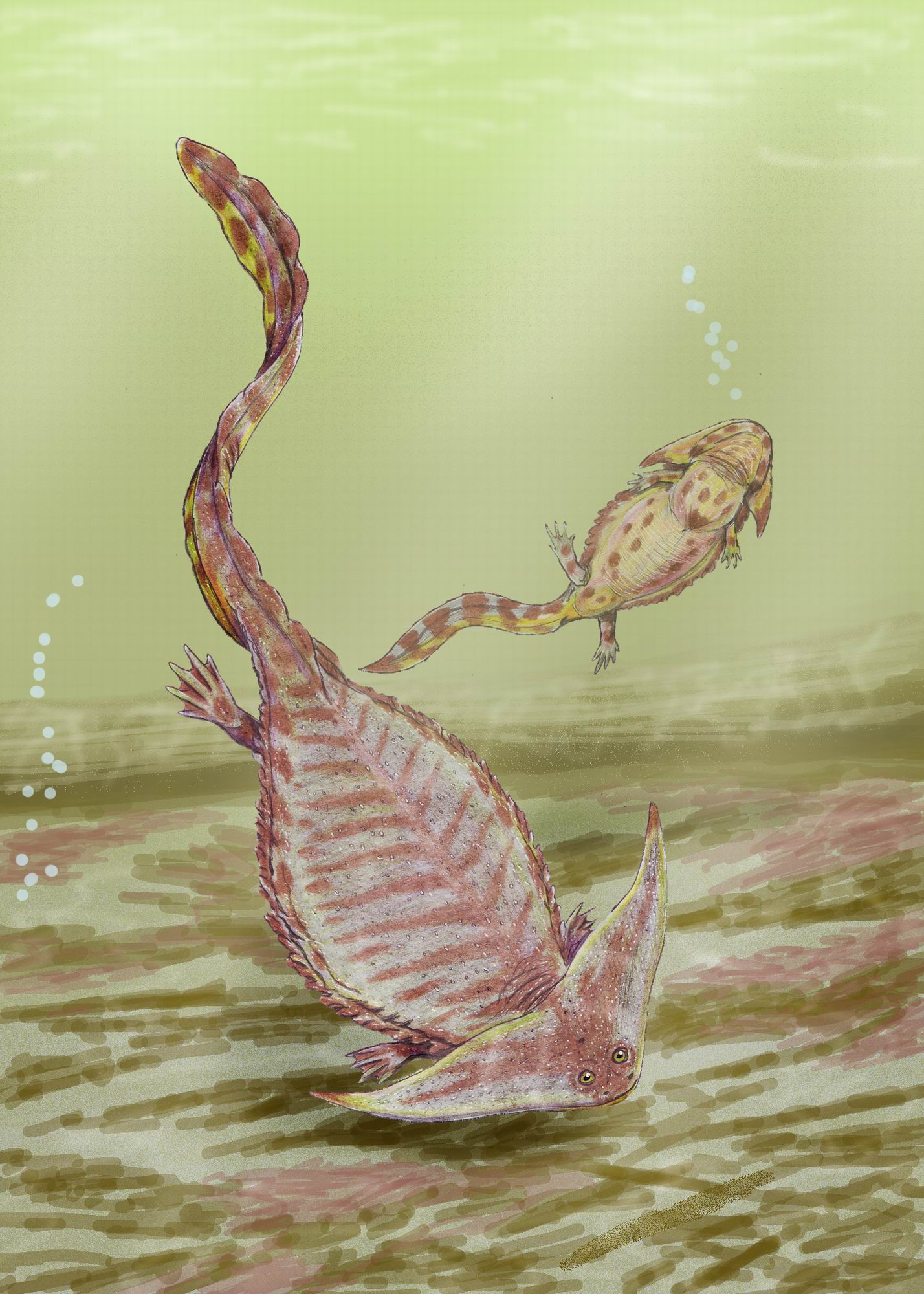
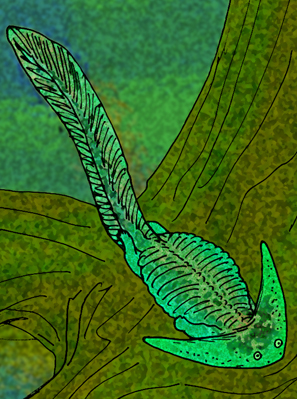